# Kelleci, Babadağ
Kelleci là một xã thuộc huyện Babadağ, tỉnh Denizli, Thổ Nhĩ Kỳ. Dân số thời điểm năm 2010 là 1.396 người.